# Thomas Hislop, 1. Baronet
Sir Thomas Hislop, 1. Baronet (* 5. Juli 1762; † 3. Mai 1843 in Charlton) war ein britischer General und Gouverneur von Trinidad.

## Leben
Er war der dritte Sohn des Lieutenant-Colonels der Royal Artillery William Hislop. Er besuchte die Royal Military Academy in Woolwich.
1778 trat er als Ensign des 39th Regiment of Foot in die British Army ein. Er war in Gibraltar stationiert, als diese Festung während des Amerikanischen Unabhängigkeitskriegs von 1779 bis 1783 belagert wurde. Bei Kriegsende wurde er 1783 zum Lieutenant befördert und kaufte sich daraufhin den Rang eines Captain. Während der Koalitionskriege nahm er 1794 als Adjutant von General David Dundas an der Eroberung Korsikas teil und wurde daraufhin zum Major befördert und zum Adjutant von Lord Amherst ernannt. 1795 unternahm er im Auftrag des Prince of Wales eine diplomatische Geheimmission nach Deutschland und wurde bei seiner Rückkehr zum Lieutenant-Colonel befördert. 1796 nahm er an der Besetzung der niederländischen Kolonien Demerara, Berbice und Essequibo in Südamerika teil und blieb in der Folgezeit in der Karibik, wo er sich an der Aushebung von Truppen für das West India Regiment beteiligte. Nach dem Friede von Amiens war er von 1803 bis 1811 war er Gouverneur der neuerworbenen britischen Kolonie Trinidad. Er beteiligte sich an der Einnahme der französischen Kolonien Martinique (1809) und Guadeloupe (1810). 1811 wurde er zum Major-General befördert und kehrte wegen schlechter Gesundheit nach Großbritannien zurück.
1812 wurde er zum Brevet-Lieutenant-General befördert und zum Oberbefehlshaber der britisch-indischen Kolonialarmee von Bombay (Bombay Army) ernannt. Er befand sich auf der Überfahrt nach Indien, als sein Schiff Java vor der brasilianischen Küste im Rahmen des Britisch-Amerikanischen Kriegs am 29. Dezember 1812 in ein Gefecht mit der Constitution geriet. Während des Gefechts blieb er an Deck und unterstützte die Schiffsbesatzung im Gefecht, wofür er später belobigt wurde, schließlich siegten die Amerikaner und er geriet in Gefangenschaft. Er wurde kurz darauf freigelassen, bei Salvador da Bahia an Land gesetzt und kehrte nach Großbritannien zurück, wo ihm am 2. November 1813 der erbliche Adelstitel eines Baronet, of Tothill in the County of Devon, verliehen wurde.
1814 trat er einen Posten als Oberbefehlshaber der britisch-indischen Kolonialarmee von Madras (Madras Army) an, den er bis 1820 innehatte. In diese Zeit fiel, 1817 bis 1818, der Dritte Marathenkrieg. Hislop befehligte die Army of the Deccan, der es in der Schlacht von Mahidpur gelang die Holkar zu schlagen. In Anerkennung seiner Leistungen wurde er am 5. September 1818 als Knight Commander in den Order of the Bath aufgenommen und am 14. Oktober 1818 zum Knight Grand Cross desselben Ordens erhoben. Nach Ende des Feldzuges kam es zum Streit über die Aufteilung der Beute, des sogenannten Deccan Prize. Die Bengal Army war unter dem Befehl von Lord Hastings in keine Kampfhandlungen verwickelt worden. Im Gegensatz dazu hatte die Army of the Deccan unter General Hislop den Großteil der Beute sichergestellt. Trotzdem forderte Lord Hastings für sich und seine Armee einen Anteil am Verkaufserlös. Die Angelegenheit kam vor den Privy Council. Dieser entschied, dass die Bengal Army dadurch einen Anspruch auf einen Anteil habe, dass sie anwesend gewesen sei und feindliche Kräfte gebunden habe.
1837 wurde er zum General befördert.
1823 heiratete er Emma Elliot († 1866), Tochter des Gouverneurs von Madras und eine Nichte des 1. Earl of Minto. Aus der Ehe ging eine Tochter hervor, Emma Eleanor Elizabeth Hislop († 1882), die 1844 den 3. Earl of Minto heiratete. Da er keine Söhne hinterließ, erlosch sein Baronettitel bei seinem Tod 1843.